# (36759) 2000 RO75
2000 RO75 (asteroide 36759) é um asteroide da cintura principal. Possui uma excentricidade de 0.18673370 e uma inclinação de 10.81967º.
Este asteroide foi descoberto no dia 3 de setembro de 2000 por LINEAR em Socorro.